# Кигома
Кигома (на английски: Kigoma) е град и езерно пристанище в Западна Танзания. Разположен е на източния бряг на езерото Танганика и недалеч от границата на страната с Бурунди. Градът е столица на региона Кигома и според данни от 2012 г. има население от 215 458 души. Надморската височина, на която се намира градът, е 775 метра.

## Пристанището на Кигома
В миналото, но и днес пристанището на Кигома е едно от най-натоварените в езерото Танганика, тъй като е единственият пристанищен град на брега на езерото, разполагащ с функционираща железопътна линия, осигуряваща и директна връзка с океанското пристанище при Дар ес Салаам на брега на Индийския океан. Разполага с кей, дълъг около 200 метра, както и с кранове. Оборудвано е да обслужва и корабни контейнери.